# 台湾拉土蛛
台湾拉土蛛又名台灣螲蟷（学名：Latouchia formosensis）为盤腹蛛科拉土蛛属的动物。分布于台湾等地，生活习性为穴居。该物种的模式产地在台湾。